# Libellula croceipennis
Libellula croceipennis là loài chuồn chuồn trong họ Libellulidae. Loài này được Edmond de Sélys Longchamps mô tả khoa học đầu tiên năm 1868. Chúng có thể được tìm thấy ở gần các ao, hồ và các dòng suối có nước chảy chậm ở tây nam Hoa Kỳ, Trung Mỹ và bắc của Nam Mỹ.

## Hình ảnh

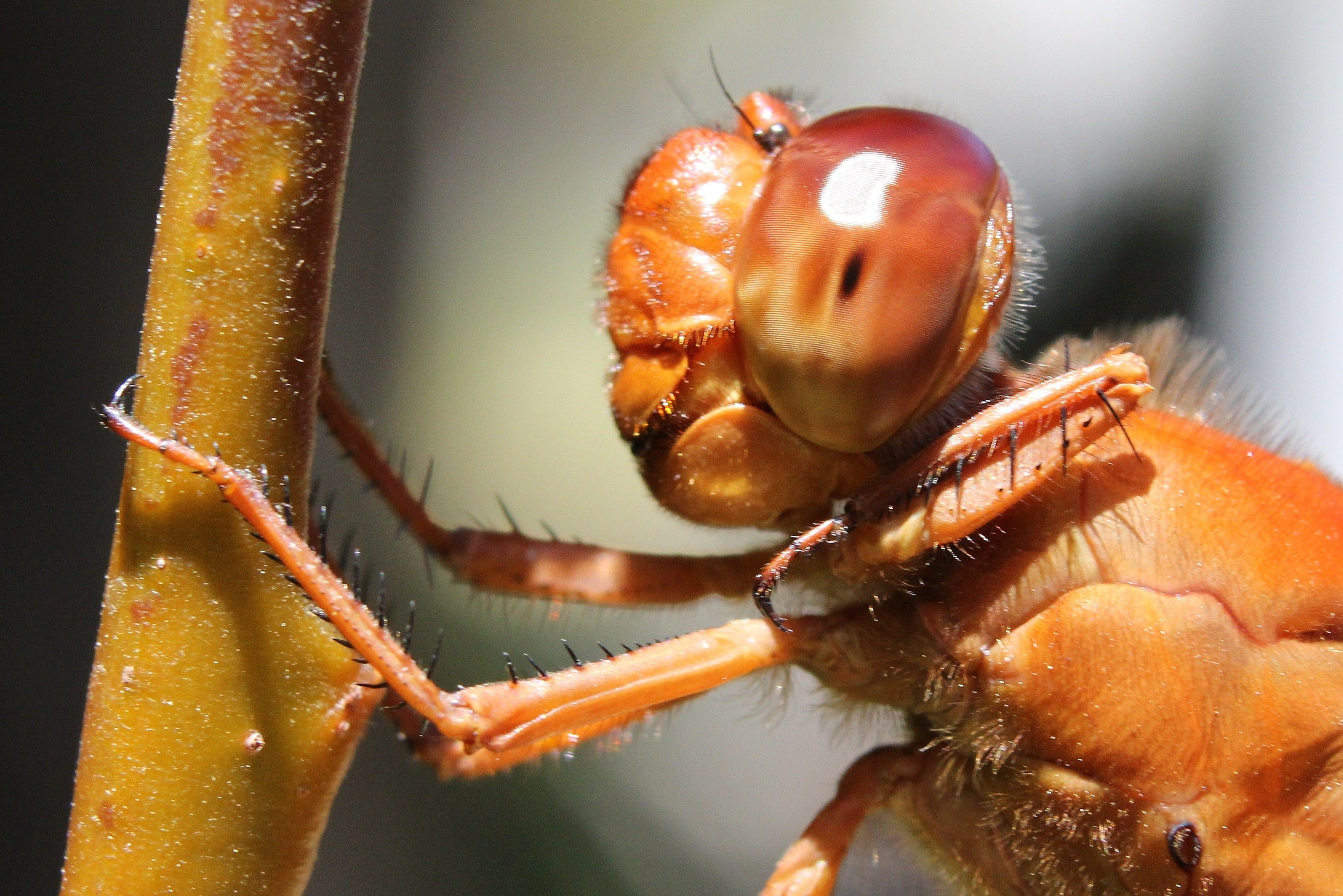
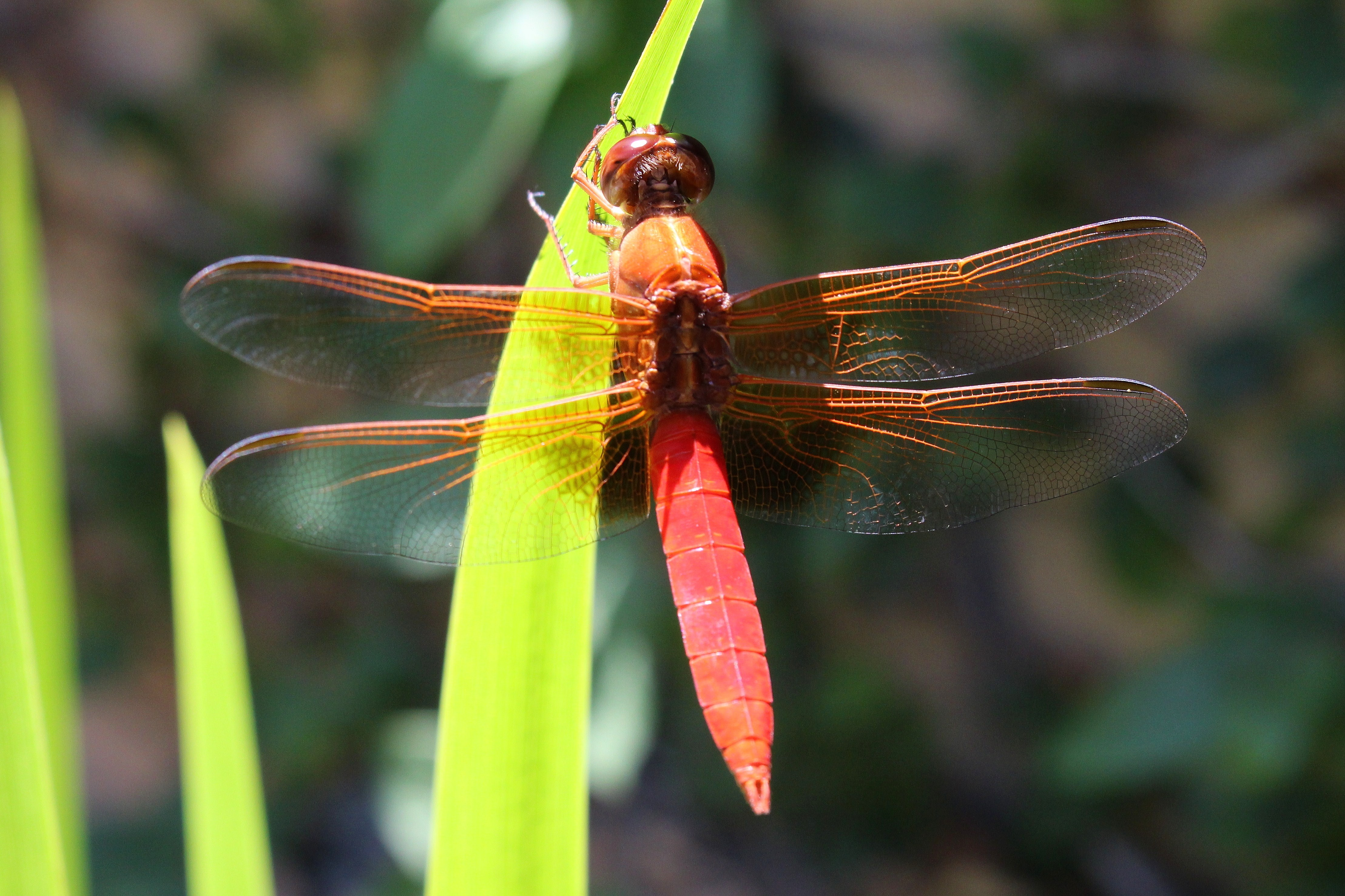
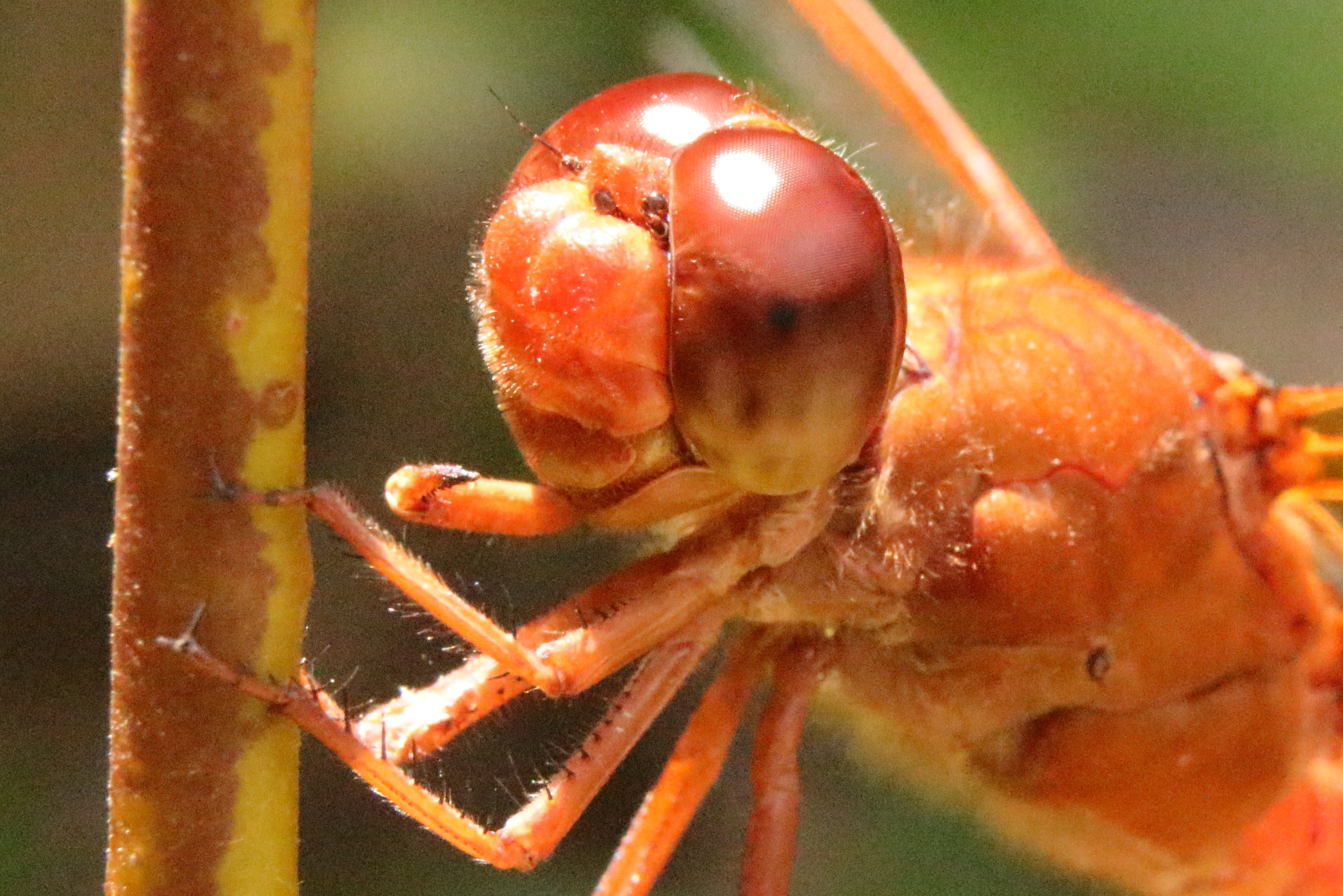
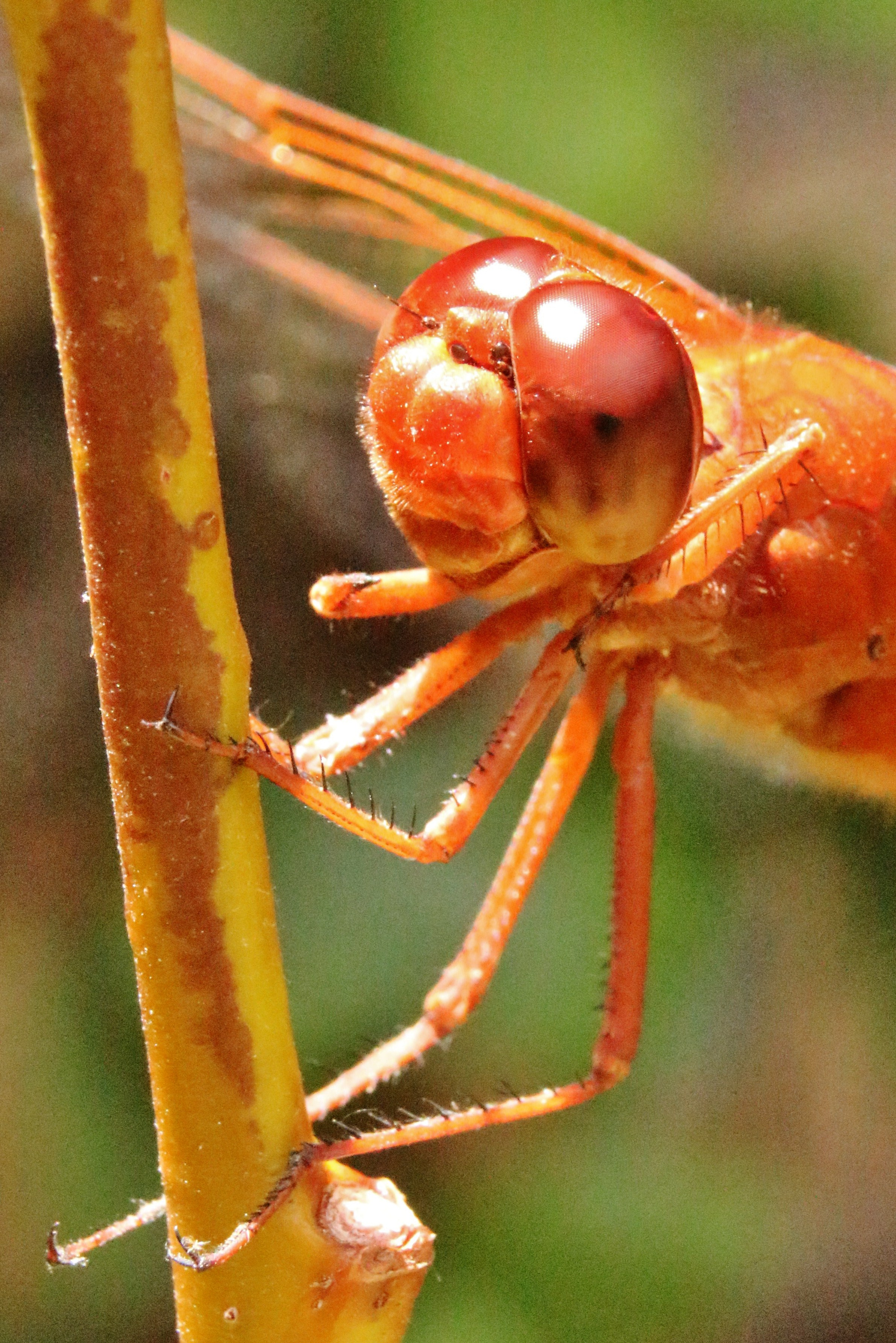